# Günther Gebhardt

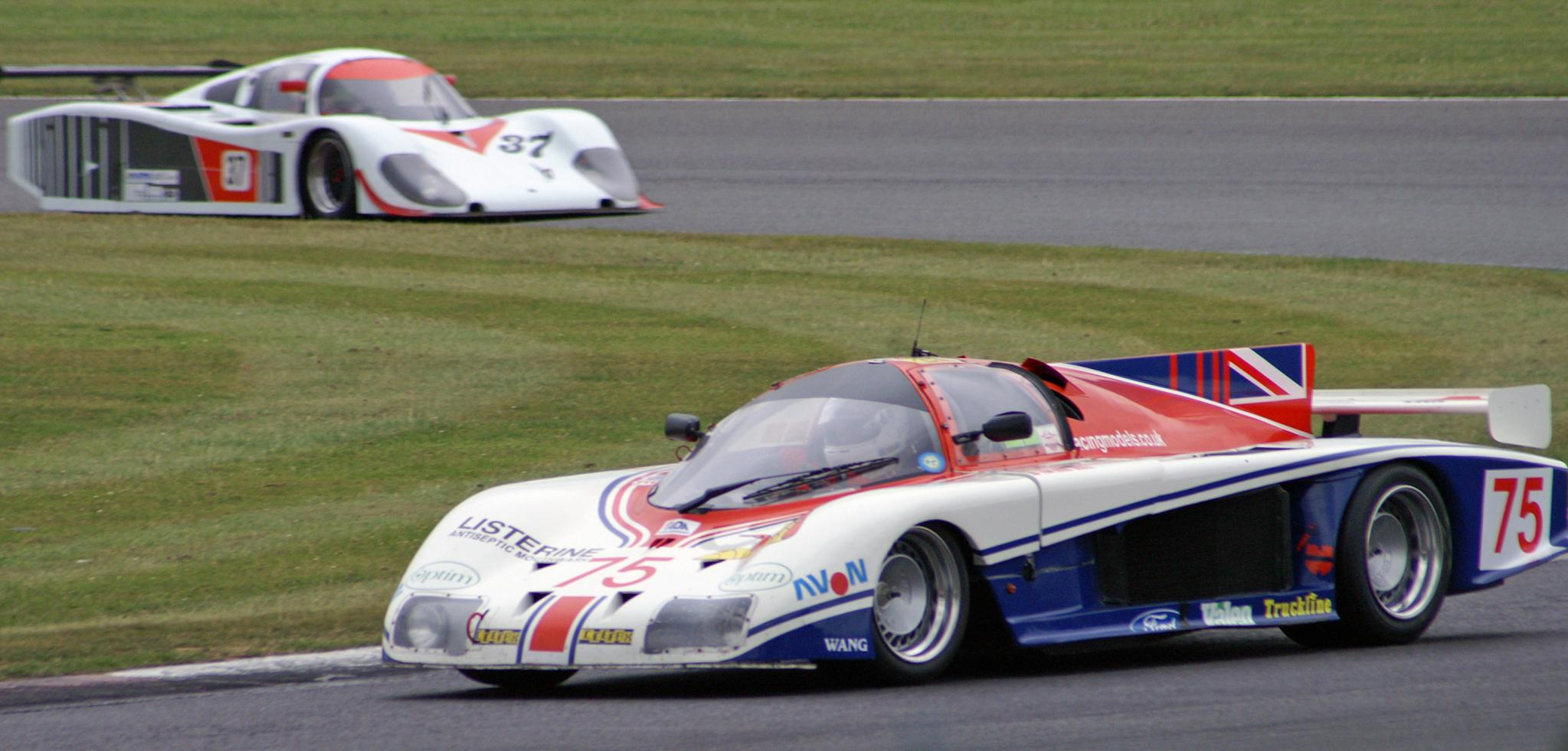
Ein Gebhardt JC843 beim Silverstone Classic 2009

Günther Gebhardt (* 23. Juli 1953 in Heilbronn) ist ein ehemaliger deutscher Autorennfahrer, Rennwagenkonstrukteur und Rennstallbesitzer.

## Karriere
Die Fahrerkarriere von Günther Gebhardt begann Ende der 1970er-Jahre in der Formel V. 1978 wurde er Vierter in der Formel Super V Europa und 1979 hinter John Nielsen Zweiter. 1980 und 1981 fuhr er parallel Formel V und in der Formel 3. Hinter Nielsen und Arie Luyendyk wurde er 1980 Dritter im VW Castrol Europa Pokal und Siebter in der Deutschen Formel-3-Meisterschaft.
Mit dem eigenen Rennteam Gebhardt Motorsport, über das bereits die Einsätze in der Formel V und in der Formel 3 abgewickelt wurden, stieg Gebhardt 1982 in die Formel-2-Europameisterschaft ein. Er ging mit einem March 812 an den Start, mit dem im Jahr davor Thierry Boutsen hinter Geoff Lees im Ralt RH6 Meisterschaftszweiter wurde. Gebhardt bestritt mit dem March fünf Rennen, konnte sich aber bei keinem Rennstart in den Punkterängen platzieren.
Nach der erfolglosen Formel-2-Zeit wandte sich Gebhardt 1983 dem Sportwagensport zu. Aus dem Rennteam wurde ein Rennwagenkonstrukteur. Günther Gebhardt war intensiv in die Konstruktionsarbeit eingebunden, sein Bruder Fritz kümmerte sich um das Management. Gefertigt und eingesetzt wurden Einzelstücke für die Gruppe-C-Junior bzw. die Gruppe C2 der Gruppe C. Nach dem Reglement der Gruppe C wurde zwischen 1982 und 1992 die Sportwagen-Weltmeisterschaft ausgetragen. Den ersten Einsatz mit einem Eigenbau hatte er beim 1000-km-Rennen auf dem Nürburgring 1984. Den Gebhardt JC843 fuhren Frank Jelinski, Mario Ketterer und Gebhardt. Nach einigen technischen Problemen erreichte das Trio den 23. Rang im Gesamtklassement und den dritten Platz in C2-Wertung. Neben Starts in der Sportwagen-Weltmeisterschaft bestritt Günther Gebhardt ab 1986 auch Rennen der Interserie. Ende der 1980er-Jahre fand er in dem italienischen Unternehmer und Rennfahrer Giampiero Moretti einen Finanzier für sein Rennteam. Gemeinsam mit Moretti und Nick Adams ging er 1990 auf einem Porsche 962 C beim 24-Stunden-Rennen von Le Mans am Start. Nach einem Getriebeschaden fiel das Team vorzeitig aus.
Gebhardts größter Erfolg als Fahrer war der zweite Rang beim Interserie-Rennen von Hockenheim 1987. Bis zum Ablauf der Rennsaison 1995 war er als Fahrer aktiv, das Rennteam und der Rennwagenbau existierten bis 2001.

## Galerie von Gebhardt-Gruppe-C-Rennwagen

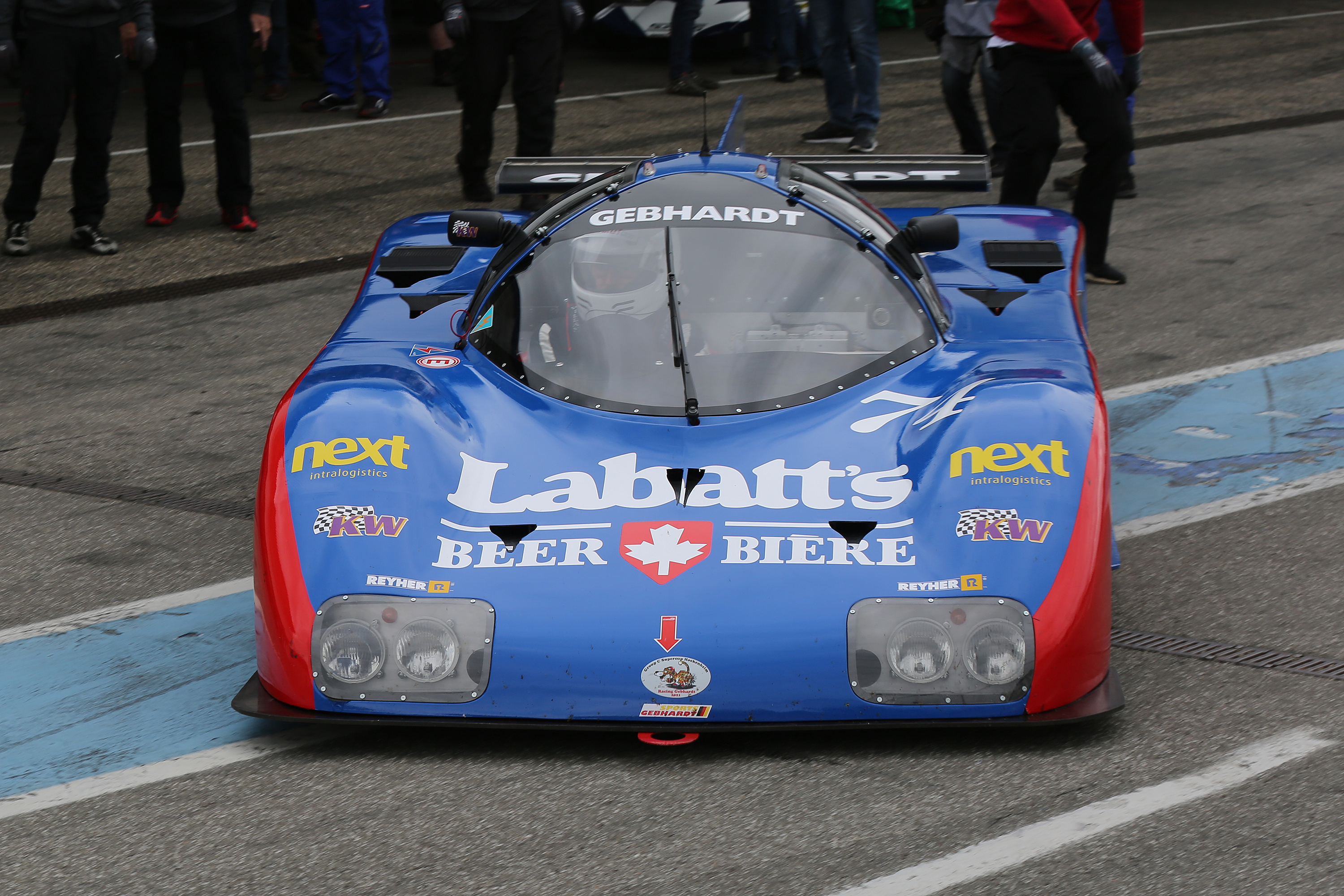
Gebhardt JC853, Gruppe C2a
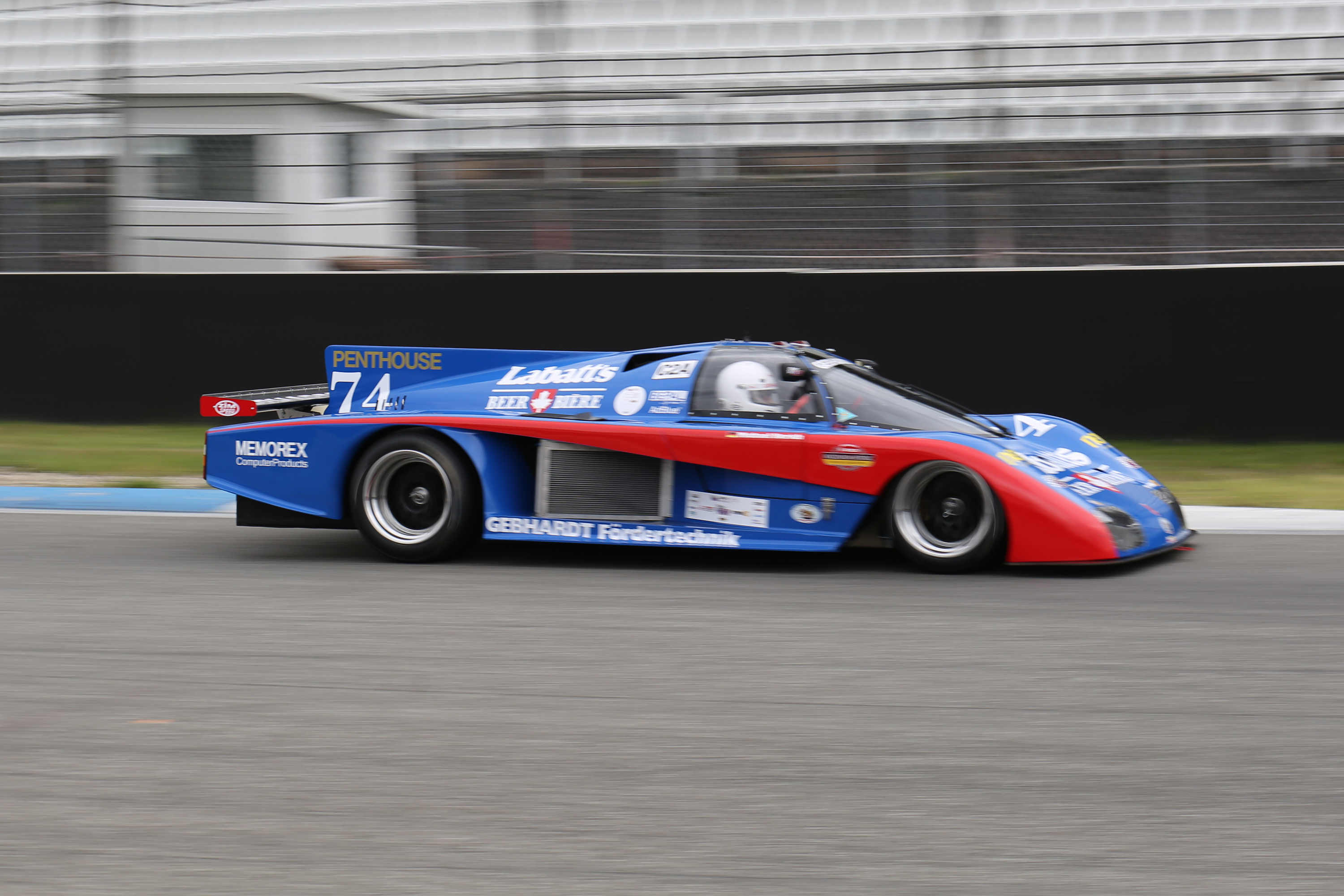
Gebhardt JC853, Gruppe C2a
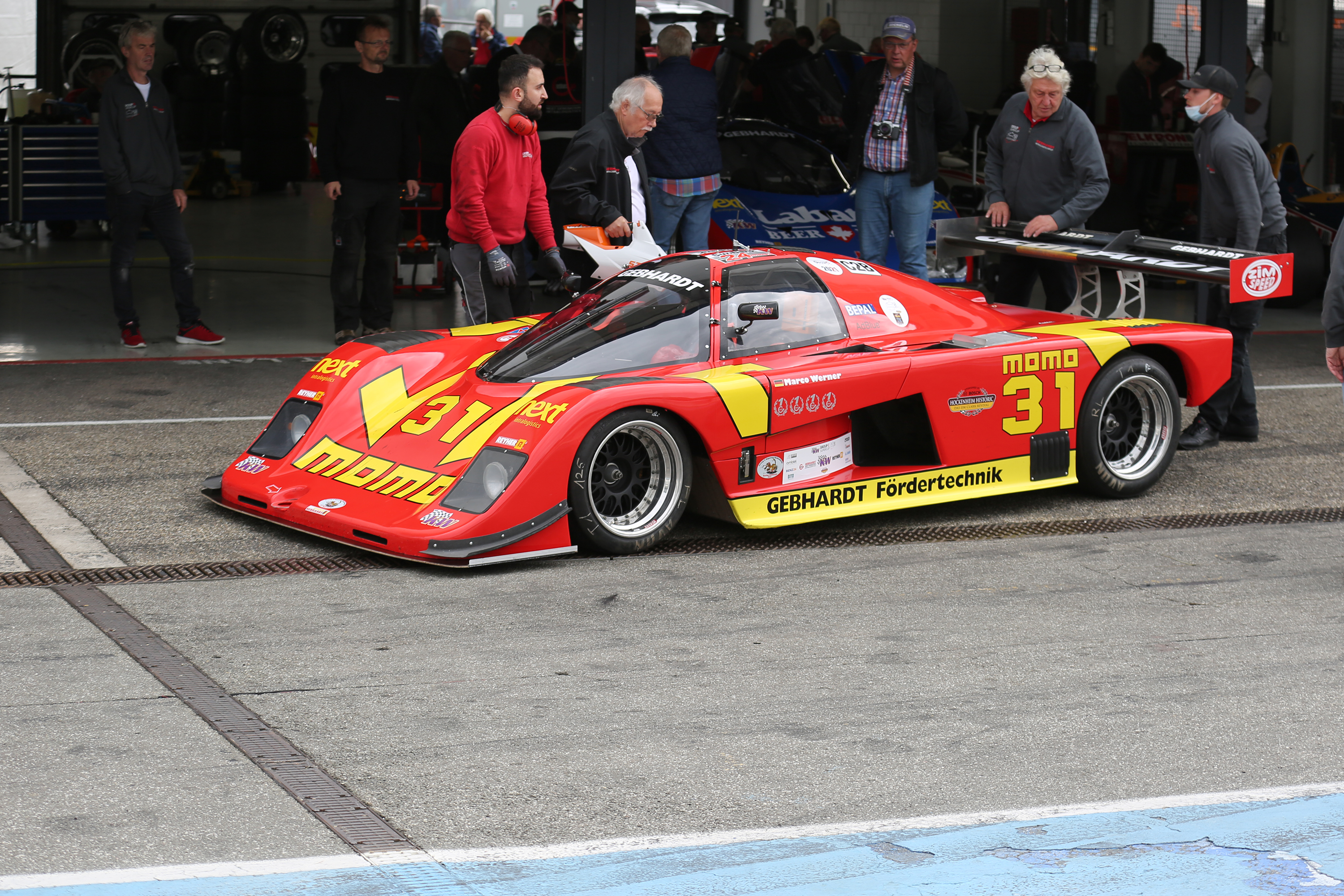
Gebhardt C88, Gruppe C2a, Fahrer: Marco Werner, Hockenheim Historic 2021
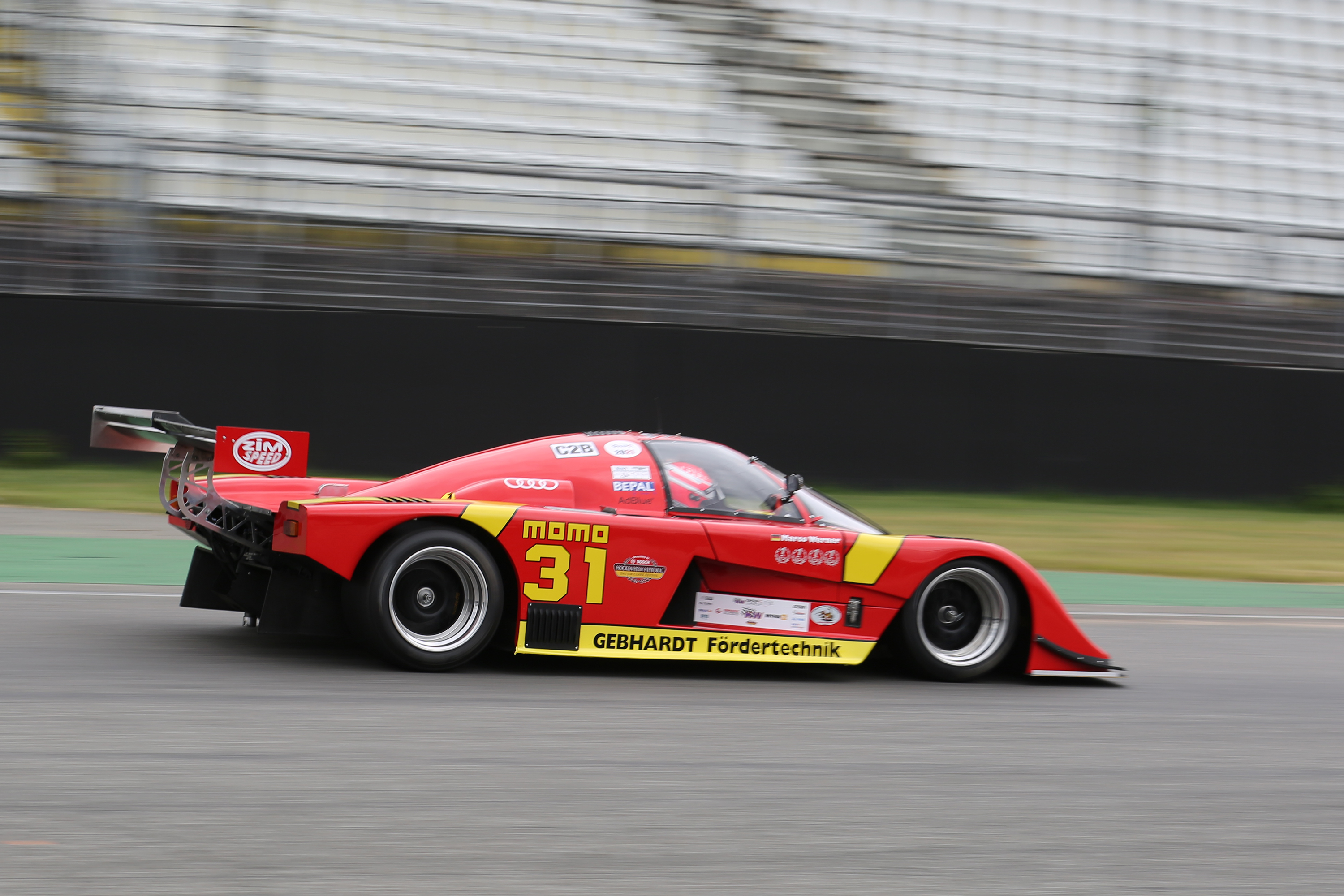
Gebhardt C88, Gruppe C2a
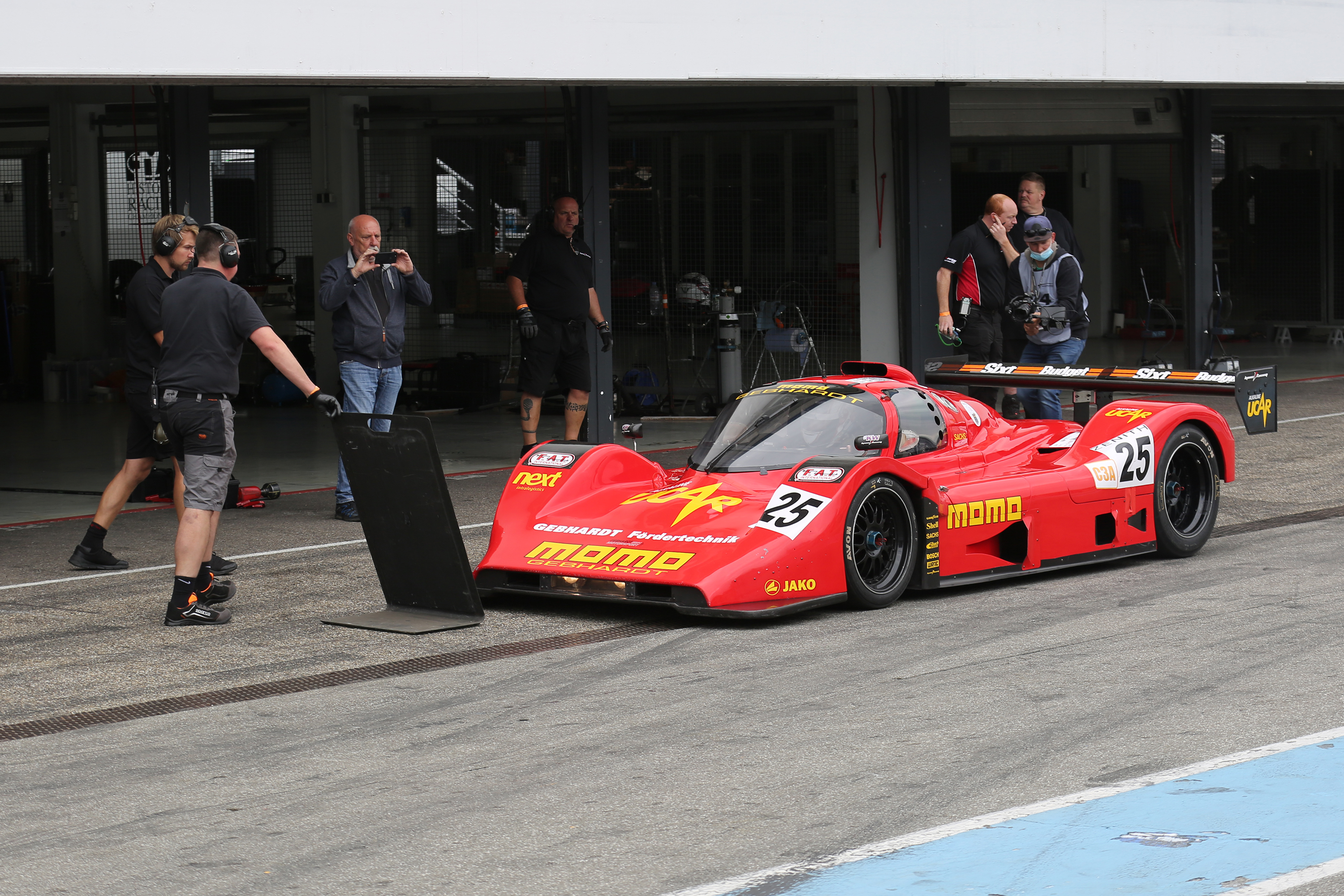
Gebhardt C91, Gruppe C3a
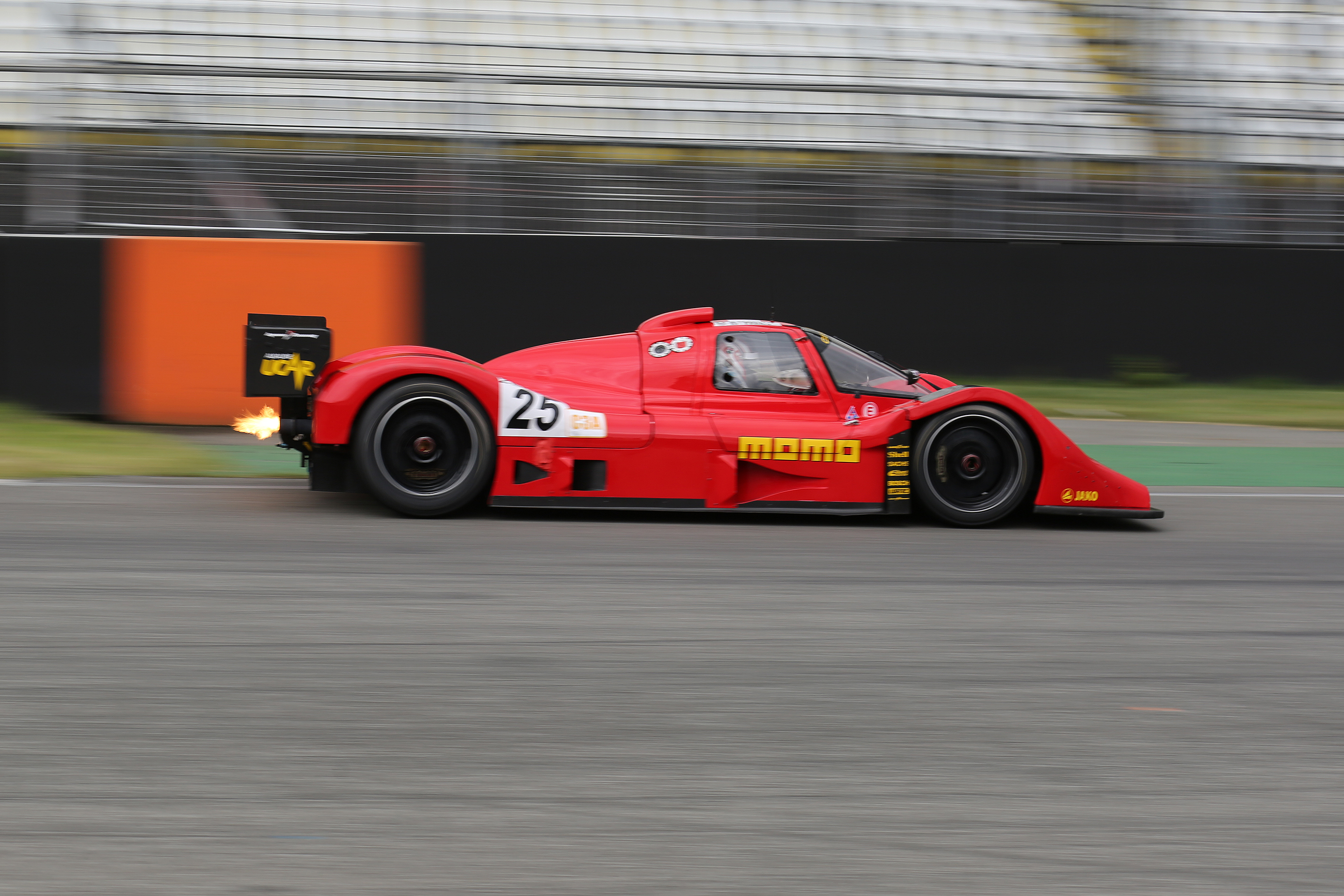
Gebhardt C91, Gruppe C3a

## Statistik

### Le-Mans-Ergebnisse
| Jahr | Team                 | Fahrzeug     | Teamkollege       | Teamkollege | Platzierung | Ausfallgrund    |
| ---- | -------------------- | ------------ | ----------------- | ----------- | ----------- | --------------- |
| 1990 | MOMO Gebhardt Racing | Porsche 962C | Giampiero Moretti | Nick Adams  | Ausfall     | Getriebeschaden |

### Einzelergebnisse in der Sportwagen-Weltmeisterschaft
| Saison | Team                               | Rennwagen                     | 1   | 2   | 3   | 4   | 5   | 6   | 7   | 8   | 9   | 10  | 11  |
| ------ | ---------------------------------- | ----------------------------- | --- | --- | --- | --- | --- | --- | --- | --- | --- | --- | --- |
| 1984   | Gebhardt Motorsport                | Gebhardt JC843                | MON | SIL | LEM | NÜR | BRH | MOS | SPA | IMO | FUJ | KYA | SAN |
| 1984   | Gebhardt Motorsport                | Gebhardt JC843                |     |     |     | 23  |     |     |     |     |     |     | 11  |
| 1985   | Gebhardt Motorsport Sachs-Sporting | Gebhardt JC842 Gebhardt JC843 | MUG | MON | SIL | LEM | HOK | MOS | SPA | BRH | FUJ | SEL |     |
| 1985   | Gebhardt Motorsport Sachs-Sporting | Gebhardt JC842 Gebhardt JC843 |     | 13  |     |     | DNF |     |     |     |     |     |     |
| 1987   | Günther Gebhardt                   | Gebhardt JC873                | JAR | JER | MON | SIL | LEM | NÜN | BRH | NÜR | SPA | FUJ |     |
| 1987   | Günther Gebhardt                   | Gebhardt JC873                |     |     |     |     |     | DNF |     |     |     |     |     |
| 1988   | Gebhardt Motorsport                | Gebhardt JC873                | JER | JAR | MON | SIL | LEM | BRÜ | BRH | NÜR | SPA | FUJ | SAN |
| 1988   | Gebhardt Motorsport                | Gebhardt JC873                | DNF |     |     |     |     |     |     |     |     |     |     |